# Torneo de las Cinco Naciones 1929

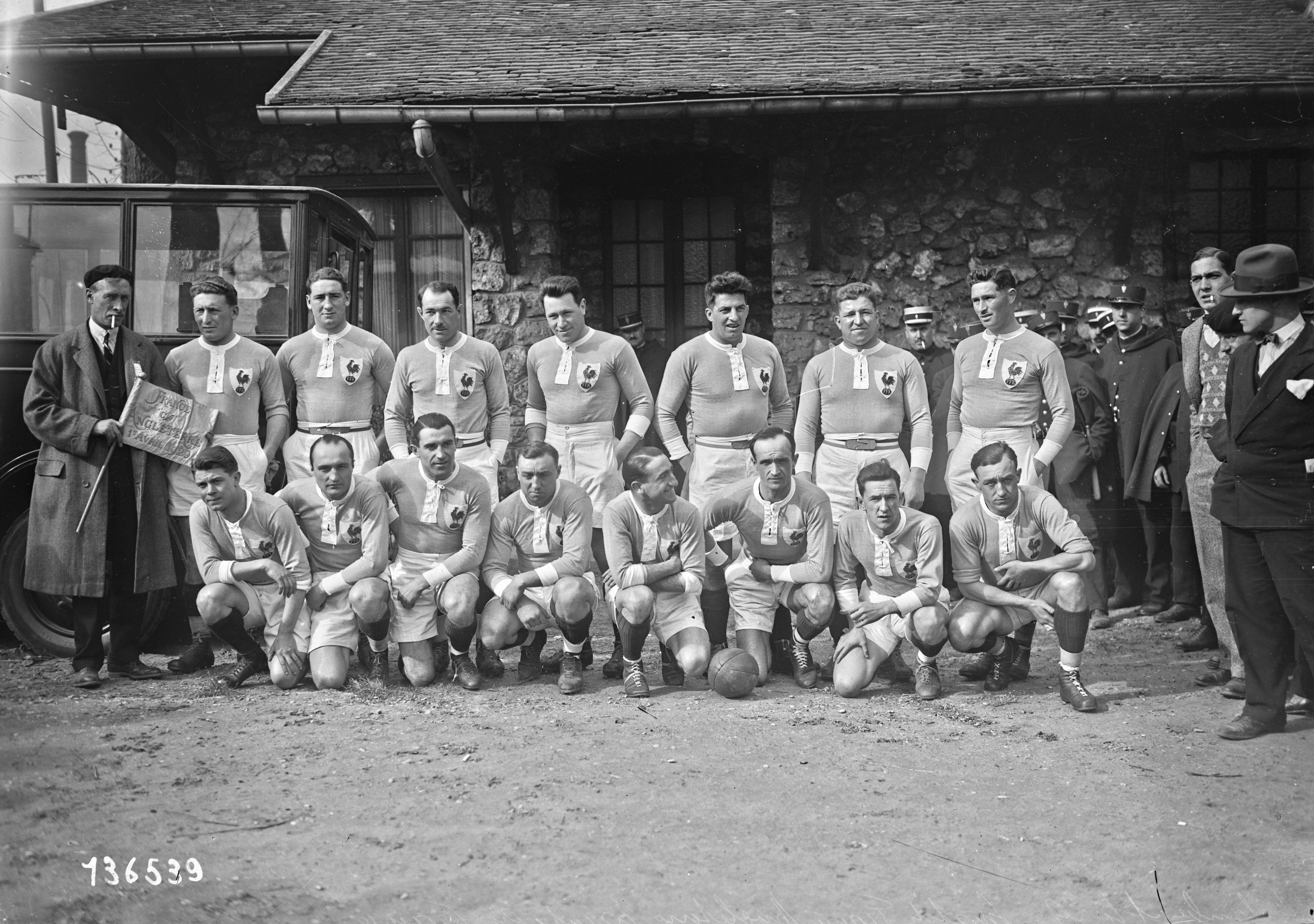
Foto del grupo frances del torneo de las cinco naciones

El Torneo de las Cinco Naciones de 1929 (Five Nations Championship 1929) fue la 42° edición del principal Torneo de rugby del Hemisferio Norte.

## Clasificación
| Lugar | Selección  | Partidos | Partidos | Partidos  | Partidos | Puntos  | Puntos    | Puntos | Tabla de puntos |
| Lugar | Selección  | Jugados  | Ganados  | Empatados | Perdidos | A favor | En contra | dif.   | Tabla de puntos |
| ----- | ---------- | -------- | -------- | --------- | -------- | ------- | --------- | ------ | --------------- |
| 1     | Escocia    | 4        | 3        | 0         | 1        | 41      | 30        | +11    | 6               |
| 2     | Gales      | 4        | 2        | 1         | 1        | 30      | 23        | +7     | 5               |
| 3     | Irlanda    | 4        | 2        | 1         | 1        | 24      | 26        | -2     | 5               |
| 4     | Inglaterra | 4        | 2        | 0         | 2        | 35      | 27        | +8     | 4               |
| 5     | Francia    | 4        | 0        | 0         | 4        | 12      | 36        | -24    | 0               |

## Resultados
| 31 de diciembre de 1928 | Francia | 0 - 6 | Irlanda | París, |  |

| 19 de enero | Escocia | 6 - 3 | Francia | Edimburgo, |  |

| 19 de enero | Inglaterra | 8 - 3 | Gales | Londres, |  |

| 2 de febrero | Gales | 17 - 7 | Escocia | Swansea, |  |

| 9 de febrero | Inglaterra | 5 - 6 | Irlanda | Londres, |  |

| 23 de febrero | Gales | 8 - 3 | Francia | Cardiff, |  |

| 23 de febrero | Irlanda | 7 - 16 | Escocia | Dublín, |  |

| 9 de marzo | Irlanda | 5 - 5 | Gales | Belfast, |  |

| 19 de marzo | Escocia | 12 - 6 | Inglaterra | Edimburgo, |  |

| 1 de abril | Francia | 6 - 16 | Inglaterra | París, |  |

## Premios especiales
- Copa Calcuta:  Escocia